# East Dean (Sussex de l'Ouest)
Pour les articles homonymes, voir East Dean.
East Dean est un village et une paroisse civile du Sussex de l'Ouest, en Angleterre. Il est situé à 9 km au nord-est de la ville de Chichester et à quelques kilomètres à l'est du village de West Dean. Administrativement, il relève du district de Chichester. Au recensement de 2011, il comptait 206 habitants.